# Nalbert Bitencourt
Nalbert Tavares Bitencourt, bekannt als Nalbert (* 9. März 1974 in Rio de Janeiro) ist ein ehemaliger brasilianischer Volleyball– und Beachvolleyballspieler. Er wurde Olympiasieger und Weltmeister.

## Karriere

### Karriere Halle
Nalbert nahm mit der Brasilianischen Nationalmannschaft dreimal in Folge (1996, 2000 und 2004) an den Olympischen Spielen teil und gewann 2004 in Athen die Goldmedaille. Hinzu kommen Gold bei der Weltmeisterschaft 2002 sowie mehrere Siege beim World Cup und in der Volleyball-Weltliga.
Nalbert spielte vorwiegend bei brasilianischen Vereinen, war aber auch in Italien bei Lube Macerata (2001 und 2003 italienischer Pokalsieg sowie 2001 Sieg CEV-Pokal) und bei Pallavolo Modena sowie in Japan bei den Panasonic Panthers aktiv.
Nalbert wurde mehrfach als „Wertvollster Spieler“ (MVP), „Bester Punktesammler“ bzw. „Bester Abwehrspieler“ ausgezeichnet. 2014 wurde er in die „Volleyball Hall of Fame“ aufgenommen.

### Karriere Beach
Zum ersten Mal in seiner Karriere nahm der in der zweitgrößten Stadt Brasiliens geborene Sportler 1992 an einem Turnier im Sand teil. Mit Gustavo Ciraldo belegte er bei den FIVB World Tour Open in seinem Heimatort den geteilten dreizehnten Rang. Dreizehn Jahre später erreichten Nalbert und Luiz Dulinski den siebten Platz bei den brasilianischen Open, die diesmal in Salvador da Bahia stattfanden.
2006 wurde das beste Jahr in der Beachkarriere von Nalbert Bitencourt. Gemeinsam mit Luis Corrêa wurde er siebter bei den Open in Espinho und Vitória sowie neunter in Stare Jablonki. Beim Grand Slam in Paris belegten die beiden den geteilten siebzehnten Platz. In Frankreich gelang ihnen auch ihr größter gemeinsamer Erfolg, als sie in Marseille erst im Halbfinale scheiterten. Besonders bemerkenswert dabei ist die Tatsache, dass sie sich wegen der Übermacht der brasilianischen Teams bei der Tour dieses Jahres nicht nur in Portugal und in der französischen Hafenstadt durch die Country Quota und die Qualifikation kämpfen mussten, um überhaupt das Hauptfeld zu erreichen. Bei den Grand Slams in Gstaad, Stavanger und Klagenfurt, um nur einige zu nennen, scheiterten Corrêa / Bitencourt in der Vorausscheidung für die südamerikanischen Duos, die notwendig war, weil die FIVB mit Ausnahme der Heimveranstaltungen nur vier Beachpaare pro Nation im Hauptwettbewerb der Turniere zuließ.
Nach dem Ende der Hallenkarriere startete Bitencourt 2009 noch bei zwei weiteren Veranstaltungen der World Tour mit Franco Neto. In Brasilia war jedoch schon die Country Quota Endstation. Beim Grand Slam in Klagenfurt wurden die beiden Brasilianer mit anderen Paaren Siebzehnte. Anschließend beendete Nalbert Bitencourt seine Karriere.

## Auszeichnungen
- 1991: Wertvollster Spieler der U19-Weltmeisterschaft
- 1993: Wertvollster Spieler der U21-Weltmeisterschaft
- 1996: Bester Abwehrspieler der brasilianischen Superliga
- 1997: Bester Abwehrspieler der brasilianischen Superliga
- 1997: Wertvollster Spieler, Topscorer und bester Annahmespieler des Grand Champions Cup
- 1999: Bester Wertvollster Spieler und bester Abwehrspieler der brasilianischen Superliga
- 2001: Bester Annahmespieler des italienischen Pokalwettbewerbs
- 2001: Bester Annahmespieler des CEV Pokals
- 2001: Bester Angreifer der südamerikanischen Meisterschaften
- 2003: Bester Abwehrspieler der Panamerikanischen Spiele
- 2003: Bester Aufschläger der südamerikanischen Meisterschaften
- 2005: Bester Abwehrspieler der brasilianischen Superliga